# Alonso Sánchez de Cepeda
Alonso Sánchez de Cepeda (Ávila, bautizado el 10 de febrero de 1471-Ávila, diciembre de 1543) era el padre de Teresa Sánchez de Cepeda Dávila y Ahumada, la santa católica Teresa de Jesús.

## Biografía
Hijodalgo a fuero de España, que se encontraba en las Suertes de los Fielazgos en la Cuadrilla de Blasco Jimeno o de San Juan, de la ciudad de Ávila. Hijo de Juan Sánchez de Toledo, de origen judío converso. Desde 1440, Juan Sánchez fue un rico comerciante de paños y sederías. En 1469 se casó con Inés de Cepeda, nacida en Tordesillas. En 1485, tras el establecimiento del Tribunal de la Inquisición en la ciudad, Juan Sánchez confesó voluntariamente ante este y recibió una pena menor. Juan Sánchez se instaló con toda su familia en Ávila en 1493. No obstante, continuó viajando habitualmente a Toledo y también a Salamanca, donde tenía negocios con Alonso de Fonseca, arzobispo de Santiago de Compostela. Puso una tienda de telas en la calle Endrino de Toledo. También se dedicó a recaudar impuestos para la Hacienda Real, la municipalidad y las autoridades eclesiásticas. Compró tierras en Ortigosa de Rioalmar, en el municipio de Manjabálago. Después del año 1500 abandonó sus negocios de mercader para pasar a vivir de la agricultura. Posteriormente pudo obtener el reconocimiento de hidalguía con ejecutoria presentando pleito ante la Real Chancillería de Ciudad Real (que en el 1500 se trasladó a Granada) obteniendo el reconocimiento de la misma en 1500. Tuvo de hijos a Pero, Alonso, Ruy y Francisco. Estos se ocupaban de asuntos fiscales y explotaciones agrícolas. Se casaron con hijas de notables e incluso de regidores. En 1519 la municipalidad de Manjagábalo incluyó a los hermanos en la lista de contribuyentes y estos recurrieron a la Chancillería de Valladolid. Esta reconoció la exención de impuestos por hidalgía el 16 de noviembre de 1520. Tras una apelación, lograron otra sentencia favorable de la Audiencia del 26 de agosto de 1522. El 16 de noviembre de 1523 la Chancillería de Valladolid les otorgó un documento dando fe de la hidalguía.
Falleció a la edad de setenta y dos años. Fue amparado en su calidad de hijodalgo, por la Chancillería de Valladolid, en 1523.
Se casó dos veces: primero en Ávila con Catalina del Peso y Henao, hija de Pedro del Peso, y de su esposa Inés de Henao, de la que tuvo a María Teresa de Cepeda y del Peso Henao, y a Pedro de Cepeda y del Peso Henao.
Posteriormente en Gotarrendura, Ávila, el 14 de mayo de 1509, se casó con Beatriz Dávila Ahumada y de las Cuevas, nacida en Ávila y fallecida en noviembre de 1528, hija de Juan Mateo Dávila y Ahumada, natural de Ávila, hijo a su vez de Juan Blázquez Dávila de Cordovilla, y de Beatriz de Ahumada, y de Teresa de las Cuevas y Oviedo, natural de la villa de Olmedo, que a su vez fue hija de Rodrigo de Oviedo y de su esposa María de las Cuevas.
Con su segunda esposa, Beatriz Dávila Ahumada y de las Cuevas (fallecida cuando Teresa contaba con unos 13 años), Alonso tuvo otros diez hijos: Hernando, Rodrigo, Teresa, Juan de Ahumada, Lorenzo, Antonio, Pedro, Jerónimo, Agustín y Juana.